# Erik Møse
Erik Møse (* 9. Oktober 1950 in Oslo) ist ein norwegischer Richter. Er war von 2003 bis 2007 Präsident des Internationalen Strafgerichtshofes für Ruanda. Von 2011 bis 2018 gehörte er dem Europäischen Gerichtshof für Menschenrechte an. Seit 2022 leitet er die Kommission des UN-Menschenrechtsrates zur Untersuchung von Kriegsverbrechen in der Ukraine.

## Akademische Karriere
Erik Møse absolvierte ein Jurastudium an der Universität Oslo und ein postgraduales Studium in Genf. Anschließend bekam er einen Lehrauftrag an der Osloer Universität, später wurde er Fellow an der University of Essex in England. Er publizierte viel auf dem Gebiet der Menschenrechte und des Völkerrechts und war beteiligt an der Ausarbeitung der Europäischen Menschenrechtskonvention und deren Umsetzung ins norwegische Recht. 

## Norwegische Justiz
Bis 1986 war er Abteilungsleiter im norwegischen Justizministerium, dann stellvertretender Richter, von 1986 bis 1993 Anwalt beim Obersten Gerichtshof Norwegens im Büro des Reichsanwalts (dieser ist vergleichbar mit einem Solicitor des angelsächsischen Rechtssystems bzw. in Deutschland mit dem Vertreter des Bundesinteresses beim Bundesverwaltungsgericht), von 1993 bis 1999 war er Richter beim Appellationsgericht in Oslo. 

## Internationaler Strafgerichtshof für Ruanda
Von 1999 bis 2009 war er Mitglied des Internationalen Strafgerichtshofes für Ruanda im tansanischen Arusha, davon von 1999 bis 2003 als Vizepräsident und von 2003 bis 2007 als Präsident in Nachfolge der Südafrikanerin Navanethem Pillay. Er war zugleich Vorsitzender Richter der Strafkammer I. Im August 2009 wurde er in den Obersten Gerichtshof von Norwegen berufen. 

## Europäischer Gerichtshof für Menschenrechte
Im April 2011 wurde er für neun Jahre zum Richter am Europäischen Gerichtshof für Menschenrechte in Straßburg gewählt. Dieses Amt trat er am 1. September 2011 an. Im August 2018 legte er das Amt nieder und kehrte zum norwegischen Obersten Gerichtshof zurück, wo er bis zu seiner Pensionierung im Oktober 2020 blieb.

## Kommission des UN-Menschenrechtsrates zu Kriegsverbrechen in der Ukraine
Bald nach Beginn des russischen Angriffskrieges auf die Ukraine im März 2022 setzte der UN-Menschenrechtsrat eine Kommission zur Untersuchung und Feststellung von Kriegsverbrechen ein und bestimmte Erik Møse zu deren Vorsitzenden. Die Kommission besteht aus insgesamt drei Kommissaren (neben Møse Jasminka Džumhur aus Bosnien-Herzegovina und Pablo de Greiff aus Kolumbien) und hat ihren Sitz in Wien. Bis April 2023 hatten acht Vorortuntersuchungen stattgefunden. Møse berichtete, dass zahlreiche Verstöße gegen das Völkerrecht und die Menschenrechte festgestellt worden seien wie vorsätzliche Tötungen, Angriffe auf Zivilisten, unrechtmäßige Inhaftierungen, Folter, Vergewaltigungen, Zwangsumsiedlungen und Verschleppungen von Kindern. Einige davon müssten als Kriegsverbrechen gewertet werden. Die Ermittlungen zeigen, dass von russischer Seite eine Vielzahl von Verbrechen begangen worden seien und auf ukrainischer Seite nur eine geringe Anzahl. Man habe versucht Kontakt mit den russischen Behörden aufzunehmen, um eine mögliche Zusammenarbeit aufzubauen und auch um Informationen zu erhalten. Dies sei jedoch nicht gelungen.

## Ehrungen
Am 9. Januar 2008 wurde er mit dem Königlich-Norwegischen Verdienstorden in der Stufe Kommandeur ausgezeichnet.

## Bibliographie
- «Impact of the human rights conventions on the two ad hoc Tribunals» in Human rights and criminal justice for the downtrodden: essays in honour of Asbjørn Eide, Morten Bergsmo (Hrsg.):  2003
- «Menneskerettigheter», 2002
- «Norway» in Fundamental rights in Europe: the European Convention on Human Rights and its member states, 1950-2000, Robert Blacksburn und Jörg Polakiewicz (Hrsg.), 2001
- «New rights for the new Court?» in Protection des droits de l'homme: la perspective européenne. Mélanges à la mémoire de Rolv Ryssdal, Paul Mahoney et al. (Hrsg.), 2000
- «Fritak for undervisning i faget kristendomskunnskap med religions- og livssynsopplæring. Forholdet til Norges folkerettslige forpliktelser. Utredning avgitt til Kirke- utdannings- og forskningsdepartementet 22 januar 1997», 1997